# Giuliano Urbani

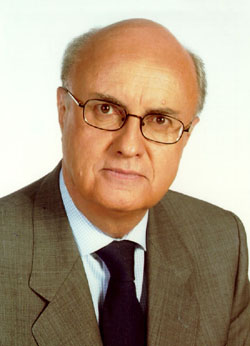
Giuliano Urbani

Giuliano Urbani (Perugia, 9 juni 1937),  Italiaans, was minister van Regionale Zaken in het  eerste Kabinet-Berlusconi en minister van Cultuur in het  tweede Kabinet-Berlusconi.